# بخش گوری
بخش گوری زیرمجموعه‌ای از سازند زمین‌شناسی میشان است. در قسمت زیرین سازند میشان یک واحد آهکی وجود دارد که به نام بخش گوری شناخته می‌شود. در گذشته این واحد سنگی به نام سازند گوری خوانده می‌شد ولی امروزه عضوی از سازند میشان به‌شمار می‌رود که برش الگوی آن در تنگ گوری در ۲۸ کیلومتری جنوب شرقی شهرستان لار، به ضخامت ۱۱۱ متر، شامل سنگ آهک‌های کرم رنگ، سخت، خشن، برجسته و حاوی سنگ‌واره‌های فراوان با تناوب مارن خاکستری است.